# Temporada da Basketligan de 2025-26
A Temporada da Svenska BasketLigan (SBL) de 2025–26 será a 33ª edição da principal competição de clubes profissionais na Suécia, sendo que o Norrköping Dolphins defende seu título e buscava seu sexto título consecutivo. Historicamente o maior campeão sueco permanece sendo o Södertälje BBK com doze títulos.  

## Equipes participantes
As dez equipes que disputaram a temporada 2024-25 retornaram para essa temporada e recebem o Sloga Basket de Uppsala que havia sido campeão da Superettan 2024-25.
| Equipe              | Cidade     | Arena                | Capacidade |
| ------------------- | ---------- | -------------------- | ---------- |
| Borås Basket        | Borås      | Boråshallen          | 3 000      |
| Högsbo Basket       | Gotemburgo | Gothia Arena         | 500        |
| Jämtland Basket     | Östersund  | Östersunds sporthall | 1 700      |
| Köping Stars        | Köping     | Karlsbergshallen     | 650        |
| Luleå               | Lula       | Luleå Energi Arena   | 2 700      |
| Nässjö Basket       | Nässjö     | Nässjö Sporthall     | 1 200      |
| Norrköping Dolphins | Norrköping | Stadium Arena        | 4 500      |
| Sloga Uppsala       | Uppsala    | Fyrishov             | 3 000      |
| Södertälje BBK      | Södertälje | Täljehallen          | 2 400      |
| Umeå BSKT           | Uma        | Umeå Energi Arena    | 2 000      |
| Uppsala Basket      | Uppsala    | Fyrishov             | 3 000      |

## Temporada regular

### Fórmula de competição
As equipes jogam entre si no sistema todos contra todos em total de 30 jogos. Ao término da temporada regular, os oito melhores colocados se enfrentam nos Playoffs (1º contra o 8º, 2º contra o 7º, 3º contra o 6º e 4º contra 5º), sendo que nas quartas de finais as séries são definidas em "melhor de cinco" e nas semifinais e finais o vencedor sai de uma série "melhor de sete". 

### Classificação
Fonte: sblherr.se e eurobasket/sweden

## Playoffs

#### Quartas de final
| Time 1 | Série | Time 2 | 1º Jogo | 2º Jogo | 3º Jogo | 4º Jogo | 5º Jogo |
| ------ | ----- | ------ | ------- | ------- | ------- | ------- | ------- |
|        | -     |        |         |         |         |         |         |
|        | -     |        |         |         |         |         |         |
|        | -     |        |         |         |         |         |         |
|        | -     |        |         |         |         |         |         |

#### Semifinal
| Time 1 | Série | Time 2 | 1º Jogo | 2º Jogo | 3º Jogo | 4º Jogo | 5º Jogo | 6º Jogo | 7º Jogo |
| ------ | ----- | ------ | ------- | ------- | ------- | ------- | ------- | ------- | ------- |
|        | -     |        |         |         |         |         |         |         |         |
|        | -     |        |         |         |         |         |         |         |         |

#### Final
| Time 1 | Soma | Time 2 | 1º Jogo | 2º Jogo | 3º Jogo | 4º Jogo | 5º Jogo | 6º Jogo | 7º Jogo |
| ------ | ---- | ------ | ------- | ------- | ------- | ------- | ------- | ------- | ------- |
|        | -    |        |         |         |         |         |         |         |         |

## Premiação
| Svenska Basketligan 2025-26 |
| Suécia                      |
| --------------------------- |
| a decidir (° título)        |

## Clubes suecos em competições internacionais
Apesar de, como nas últimas temporadas, o Norrköping Dolphins como campeão sueco ter obtido o direito de participar em competições europeias, optou por declinar o convite. Nas últimas três temporadas a equipe disputou a Fase Classificatória da Liga dos Campeões (BCL), era prematuramente eliminada e ingressava diretamente na fase de grupos da Copa Europeia. A diretoria mesmo entendendo o quanto poderia ser frustrante para os torcedores, tomou a decisão buscando fortalecer-se como instituição para na próxima temporada buscar novas resoluções.